# Calomicrus albanicus
Calomicrus albanicus es un coleóptero de la familia Chrysomelidae.
Fue descrita científicamente por primera vez en 1940 por Csiki.